# Protocollo Litvinov

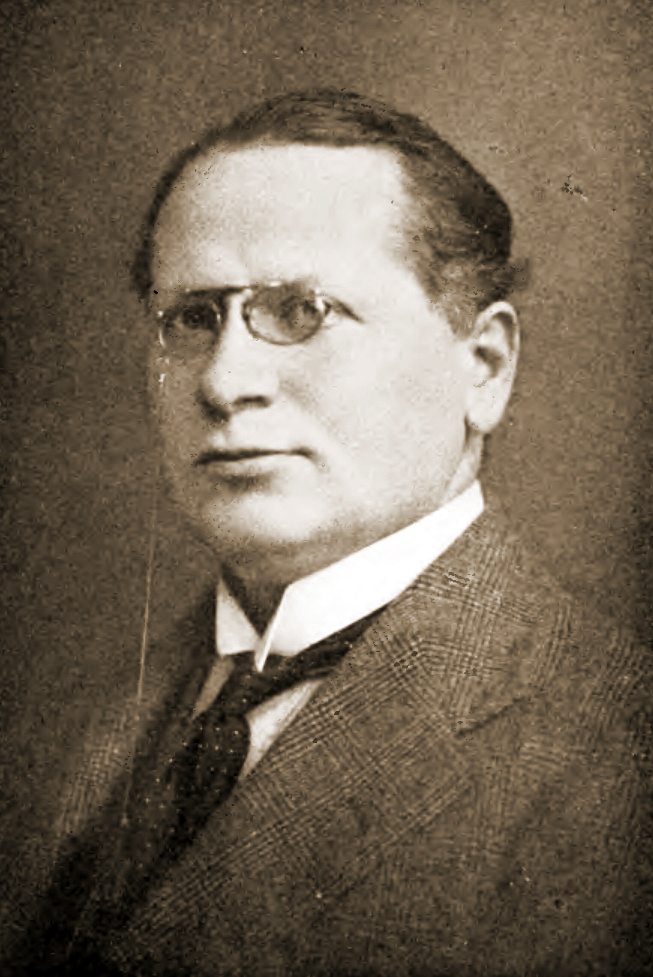
Il diplomatico sovietico Maksim Litvinov (1876-1951), omonimo del Protocollo Litvinov.

Il Protocollo Litvinov è il nome comune di un trattato di pace internazionale concluso a Mosca il 9 febbraio 1929. Prende il nome dal capo diplomatico sovietico che fece progredire i negoziati, Maksim Litvinov. Il trattato prevedeva l'immediata attuazione del Patto Kellogg-Briand da parte dei suoi firmatari, rinunciando così formalmente alla guerra come parte della politica estera nazionale.
Il nome formale del Protocollo Litvinov come registrato presso la Società delle Nazioni era il "Protocollo per l'entrata in vigore immediata del Trattato di Parigi del 27 agosto 1928, riguardante la rinuncia alla guerra come strumento di politica nazionale". Il trattato è talvolta noto anche come "Protocollo di Mosca".
I primi firmatari del Protocollo Litvinov includevano l'Unione delle Repubbliche Socialiste Sovietiche (Unione Sovietica), Polonia, Lettonia, Estonia e Romania. Successivamente altri quattro paesi aderirono formalmente al protocollo: Lituania, Finlandia, Turchia e Persia.

## Antefatti

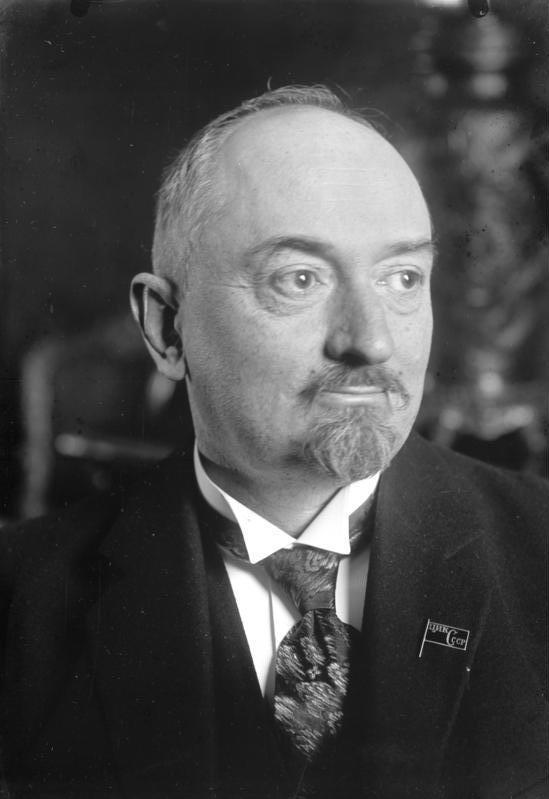
Il commissario del popolo per gli Affari Esteri sovietico Georgij Čičerin (1872-1936) era un critico esplicito del Patto Kellogg-Briand e cercò di tenere l'Unione Sovietica lontana dal trattato, che percepiva come un documento di propaganda inefficace che mascherava un'aggressiva agenda nascosta

Verso la fine del 1927 la corrispondenza tra il corpo diplomatico estero della Francia e quello degli Stati Uniti iniziò il movimento verso un trattato internazionale in cui i firmatari avrebbero rinunciato all'uso della guerra come strumento di politica. I negoziati procedettero a ritmo sostenuto durante la prima metà del 1928 con i dipartimenti esteri di 15 governi che alla fine presero parte al processo. La lingua finale venne concordata abbastanza rapidamente e il 27 agosto 1928 ebbe luogo una firma formale di quello che divenne noto come il Patto Kellogg-Briand (dal nome del segretario di Stato americano Frank B. Kellogg e del ministro degli Esteri francese Aristide Briand) a Parigi.
Il governo comunista dell'Unione Sovietica era diviso sul Patto Kellogg-Briand del 1928 durante il processo di negoziazione, tenuto a debita distanza dalle potenze capitaliste dietro il trattato e vedendo la serietà e le intenzioni di queste grandi potenze con una grande misura di cinismo. Sempre timoroso dell'invasione straniera, il governo sovietico cercava come obiettivo il disarmo militare totale, sostenendo che la continua esistenza di armamenti su vasta scala era fondamentalmente incompatibile con un appello formalistico per il divieto di guerra. Un articolo sul quotidiano del governo sovietico Izvestija scelse in particolare il segretario di Stato Kellogg, rilevando il suo continuo sostegno pubblico alla Dottrina Monroe e la sua prescrizione di un'azione militare da parte degli Stati Uniti contro "qualsiasi potenza al mondo" che l'avesse violata.
Anche il commissario del popolo per gli Affari Esteri sovietico Georgij Čičerin fu aspramente critico nei confronti della decisione di impedire all'URSS di prendere parte attiva ai negoziati sul trattato, nonché delle riserve formali al trattato espresse dai governi della Gran Bretagna e Francia.
Mentre sospettava profondamente le intenzioni politiche alla base del Patto Kellogg-Briand, allo stesso tempo il governo sovietico cercava sia di segnare punti politici alla corte dell'opinione pubblica sia di stabilire almeno un minimo di sicurezza diplomatica approvando il divieto del trattato proposto dell'uso della guerra come strumento di politica. Nell'estate del 1928 era diventato chiaro agli osservatori di politica estera che l'Unione Sovietica stava attivamente cercando un posto al tavolo dei negoziati che portarono alla creazione e alla firma del Trattato di Parigi, con Čičerin, contrario a rendere l'URSS una parte del trattato multilaterale, che aveva perso il dibattito politico a favore del vice commissario del popolo per gli Affari Esteri e veterano diplomatico sovietico Maksim Litvinov, un sostenitore del trattato.
Sebbene l'URSS fosse stata esclusa dall'onore di essere uno dei firmatari fondatori del Patto Kellogg-Briand il 27 agosto, lo stesso giorno della firma del trattato venne presentato un invito ufficiale ad aderire al patto ai governi di tutti gli altri paesi del mondo e il governo sovietico si affrettò ad aggiungere il suo nome all'elenco dei firmatari. Il 29 agosto il Presidium di governo del Comitato esecutivo centrale dei Soviet (TsIK), il capo nominale del governo, approvò una risoluzione formale per accettare il trattato - un risultato che Litvinov riferì a funzionari della commissione per la pace il giorno successivo. Un atto di adesione formale al trattato di Parigi venne ratificato l'8 settembre 1928.
In un editoriale ufficiale d'Izvestija del 7 settembre 1928, il governo sovietico riteneva che la sua accettazione del patto di Parigi fosse stata fatta "per sottolineare l'insufficienza degli obblighi proposti e per esigere l'allargamento di questi obblighi in modo da salvaguardare veramente la pace» — cosa che si poteva ottenere solo attraverso «un lavoro positivo e fruttuoso per il disarmo». Tali desideri vennero rapidamente frustrati quando il processo di ratifica da parte di diversi firmatari s'impantanò. Quattro mesi dopo la firma del trattato, nessuno dei firmatari lo aveva formalmente ratificato.

## Concezione
Una volta deciso di aggiungersi ai firmatari dell'accordo pacifista di Parigi, il governo dell'Unione Sovietica, sia per scopi propagandistici che pratici, divenne il principale sostenitore del Patto Kellogg-Briand, tentando di portarlo in vigore con i paesi vicini. Il 29 dicembre 1928, Litvinov propose un protocollo aggiuntivo al trattato di Parigi, rendendolo immediatamente effettivo nelle relazioni bilaterali dell'URSS con il nemico storico, la Polonia, e la parte recentemente indipendente dall'Impero russo, la Lituania.
La Polonia fu la prima a rispondere a questa iniziativa sovietica, avanzando una controproposta per includere il suo alleato militare, la Romania, come parte del protocollo supplementare, così come gli altri Stati baltici. Il governo sovietico accettò questa proposta polacca di espandere la cerchia delle nazioni regionali accelerando l'adozione del Trattato di Parigi e la cerchia delle comunicazioni venne estesa per includere oltre all'URSS, alla Polonia e alla Lituania anche Romania, Lettonia, Estonia, Finlandia, Persia e Turchia.
Il documento che accelerava l'accettazione dei principi Kellogg-Briand divenne comunemente noto come "Protocollo Litvinov" o "Protocollo di Mosca". Il nome formale del documento, come registrato presso la Società delle Nazioni, era il "Protocollo per l'entrata in vigore immediata del Trattato di Parigi del 27 agosto 1928, riguardante la rinuncia alla guerra come strumento di politica nazionale ".

## Firma
Il trattato venne ratificato dal governo della Lettonia il 5 marzo 1929, dall'Estonia il 16 marzo 1929 e dai governi della Polonia e della Romania il 30 marzo 1929. Venne registrato nella League of Nations Treaty Series il 3 giugno 1929. Secondo l'articolo 3, entrò in vigore il 16 marzo 1929.

## Effetti ed eredità
Il patto Litvinov fu un arricchimento del patto Kellogg-Briand per garantire che l'URSS avesse tempo sufficiente per recuperare e ricostruire lo stato sovietico negli anni '20. Durante gli anni '30, il patto iniziò a deteriorarsi, poiché le controversie tra gli Stati membri aumentavano in frequenza e gravità. I conflitti sul confine polacco-cecoslovacco danneggiarono gravemente il patto nel 1938: con l'aiuto della Germania nazista, la Polonia annesse parti della Cecoslovacchia. Infine, l'URSS minò fatalmente il patto quando invase la Polonia nel 1939.